# Unione Sportiva Pro Vercelli 1974-1975
Questa voce raccoglie le informazioni riguardanti l'Unione Sportiva Pro Vercelli nelle competizioni ufficiali della stagione 1974-1975.

## Rosa
| N. |                   | Ruolo | Calciatore               |
| -- | ----------------- | ----- | ------------------------ |
|    | Italia (bandiera) | D     | Franco Balocco           |
|    | Italia (bandiera) | C     | Alberto Bonanomi         |
|    | Italia (bandiera) | P     | Pier Giorgio Castellazzi |
|    | Italia (bandiera) | D     | Maurizio Codogno         |
|    | Italia (bandiera) | A     | Giorgio Girol            |
|    | Italia (bandiera) | A     | Giorgio Guarnieri        |
|    | Italia (bandiera) | D     | Edoardo Jussich          |
|    | Italia (bandiera) | A     | Claudio Maioni           |
|    | Italia (bandiera) | C     | Alberto Marangon         |

| N. |                   | Ruolo | Calciatore           |
| -- | ----------------- | ----- | -------------------- |
|    | Italia (bandiera) | D     | Santino Merli Sala   |
|    | Italia (bandiera) | A     | Angelo Pereni        |
|    | Italia (bandiera) | C     | Walter Rossetti      |
|    | Italia (bandiera) | A     | Bruno Rossi          |
|    | Italia (bandiera) | C     | Mauro Sadocco        |
|    | Italia (bandiera) | C     | Mauro Sattin         |
|    | Italia (bandiera) | C     | Giuseppe Scandroglio |
|    | Italia (bandiera) | D     | Michele Tarchetti    |